# سيمون هيكي
سيمون هيكي (بالإنجليزية: Simon Hickey)‏ هو لاعب اتحاد الرغبي نيوزيلندي، ولد في 12 يناير 1994 في أوكلاند في نيوزيلندا.

## وصلات خارجية
- سيمون هيكي عل موقع إسبنسكروم (الإنجليزية)
- سيمون هيكي على موقع ItsRugby.co.uk (الإنجليزية)